# Pseudacanthops
Pseudacanthops es un género de la familia Acanthopidae. Este género de mantis del orden Mantodea,  tiene 4 especies reconocidas.

## Especies
- Pseudacanthops angulata
- Pseudacanthops caelebs (Saussure, 1869)
- Pseudacanthops lobipes (La Greca & Lombardo, 1997)
- Pseudacanthops spinulosa (Saussure, 1870)